# The Liberator
Pour les articles homonymes, voir The Liberator (homonymie).
The Liberator est une presse de brique de terre compressée (CEB) de haute performance, open source, développé par l'Open Source Ecology.
Dans les tests, il était capable de produire 6 briques par minute, avec commandes manuelles. Sa limite théorique est de 12 briques par minute, avec des commandes automatiques.
Un aspect remarquable de cette presse est le modèle de commercialisation adopté par la société qui l'a créée. Une des raisons pour lesquelles Open Source Ecology peut vendre The Liberator à un prix de 6 à 10 fois plus bas que celui des presses commerciales équivalentes est qu'elle ne vise pas les profits. 
De plus, le projet de la presse est "ouvert" (libre de droits). De sorte, toute autre société ou personne peut faire des clones de cette presse sans payer de royalties.